# Опазване на околната среда
Опазването на околната среда е човешка дейност за поддържане на устойчиво равновесие в биосферата. Това означава съхраняване на биологичното разнообразие, като не се допуска да се влошават параметрите на абиотичните фактори и не се съкращава числеността на видовете в природата.
Първоначално понятието се свързва само с консервацията на природната среда и създаването на защитени територии. В съвременността се приема и рационалното използване на природните ресурси, съхраняване на биологичното разнообразие, провеждане на мониторингови изследвания, провеждане на дейности за намаляване замърсяването на околната среда, намаляване риска за здравето на хората, запазване на културно-историческите паметници.

## Проблеми
Опазването на околната среда е първостепенен проблем за здравето на човека и икономическото развитие.
Палеонтологията показва, че видовете възникват и изчезват, през цялата биологична история на Земята. С появата на човека, обаче, възникват много нови причини за измиране. Те са свързани с непосредственото антропогенно въздействие върху околната среда. Научните изследвания показват, че днес птиците и бозайниците измират от 10 до 100 пъти по-бързо, отколкото преди промишлената и аграрната революция.

## Мерки
За опазването на околната среда се провеждат различни мероприятия, с цел постигане и запазване на оптимално състояние на околната среда при пълноценното използване на потенциала на ландшафтите.
Опазването на околната среда се постига чрез:
- съхранение на генетичното разнообразие
  - в природата – чрез създаване на защитени зони и природни паркове
  - в изкуствено контролирана среда
    - ботанически градини
    - семенни банки
    - зоологически градини
    - криоконсервация на семенна течност, яйцеклетки и ембриони
- устойчива експлоатация на растителните и животинските ресурси
- управление на отпадъците
- управление на емисиите от парникови газове

## Опазване на околната среда и защитата на природата
Макар че на пръв поглед двата термина изглеждат идентични, вторият е много по-всеобхватен и многоаспектен. Опазването на околната среда се отнася само до обитаваната от човека среда. Защитата на природата в широк смисъл включва дори и опазването на космическото околоземно (и по-далечно) пространство, повърхността на Луната, Марс и пр., както и опазването на подземната среда, океанските дълбини и всички други местообитания, които практически човечеството не населява.

## Природозащитата в България
Природозащитата в България има дълга история. Историята на българската природозащита може да се раздели на четири периода: 1) от древни времена до края на османското владичество (1878); 2) до края на Третата българска държава (1944); 3) до края на народно-„демократичното“ управление на държавата (1989) и 4) пост-социалистически период (след 1990). Първият горски разсадник в България е създаден през 1891 г. Българското природоизпитателно дружество е основано през 1896 г. Първата българска публикация за опазване на природата се появява през 1919 г., а първото дружество за защита на природата е учредено в 1928 г. Първият природен резерват е създаден през 1933 г., а първият природен парк – през 1934 г. Първата научна институция по опазване на природата, Комисията за защита на природата е създадена при Българската академия на науките през 1956 г. Първото издание на националната ни Червена книга (в 2 т.) се появява през 1984 – 1985. Общият дял на защитените територии през последните 30 години се увеличи от 1,41 на повече от 5 %. Емблемата на българската природозащита представлямва профилен силует на брадат лешояд (Gypaetus barbatus) и се използва от 1949 г.